# السائلة (يافع)

تعديل مصدري - تعديل

السائلة هي إحدى قرى عزلة لبعوس بمديرية يافع التابعة لمحافظة لحج، بلغ تعداد سكانها 396 نسمة حسب تعداد اليمن لعام 2004.